# Qualificazioni al campionato mondiale di calcio 1994 - CONCACAF
Sono elencate di seguito le date e i risultati della zona centro-nordamericana (CONCACAF) per le qualificazioni al mondiale del 1994.

## Formula
23 membri FIFA si contendono i 2,25 posti messi a disposizione per la fase finale. Gli  Stati Uniti sono qualificati di diritto come paese ospitante, quindi rimangono 22 team per 1,25 posti, con  Messico e  Canada che accedono direttamente alla seconda fase. Le qualificazioni si dividono in due fasi.
Nella prima fase le squadre si contendono 6 posti disponibili per la seconda fase, con partite di andata e ritorno, così suddivisi:
- Zona caraibica - 14 squadre, giocano playoff con partite di andata e ritorno, e si contendono 3 posti disponibili per la seconda fase;
- Zona centroamericana - 6 squadre, giocano playoff con partite di andata e ritorno, e si contendono 3 posti disponibili per la seconda fase.

La seconda fase si divide in due turni: nel primo le 6 squadre vincenti della prima fase più il  Messico e il  Canada si dividono in due gruppi di 4 squadre, con partite di andata e ritorno. Le prime due classificate accedono al secondo turno.
Nel secondo turno, le 4 squadre vincenti del primo turno formano un gruppo, con partite di andata e ritorno. La prima classificata si qualifica alla fase finale, la seconda classificata accede agli spareggi intercontinentali CONCACAF-OFC-CONMEBOL.

## Prima Fase

### Zona caraibica

#### Primo turno
| Data          | Luogo         | Squadra 1       | Risultato | Squadra 2       |
| ------------- | ------------- | --------------- | --------- | --------------- |
| 21 marzo 1992 | Santo Domingo | Rep. Dominicana | 1 - 2     | Porto Rico      |
| 29 marzo 1992 | San Juan      | Porto Rico      | 1 - 1     | Rep. Dominicana |

| Data          | Luogo     | Squadra 1                 | Risultato | Squadra 2                 |
| ------------- | --------- | ------------------------- | --------- | ------------------------- |
| 22 marzo 1992 | Castries  | Saint Lucia               | 1 - 0     | Saint Vincent e Grenadine |
| 29 marzo 1992 | Kingstown | Saint Vincent e Grenadine | 3 - 1     | Saint Lucia               |

 Porto Rico e  Saint Vincent e Grenadine qualificati.

#### Secondo turno
| Data           | Luogo          | Squadra 1 | Risultato | Squadra 2 |
| -------------- | -------------- | --------- | --------- | --------- |
| 26 aprile 1992 | Hamilton       | Bermuda   | 1 - 0     | Haiti     |
| 25 maggio 1992 | Port-au-Prince | Haiti     | 2 - 1     | Bermuda   |

| Data           | Luogo    | Squadra 1  | Risultato | Squadra 2  |
| -------------- | -------- | ---------- | --------- | ---------- |
| 23 maggio 1992 | Kingston | Giamaica   | 2 - 1     | Porto Rico |
| 30 maggio 1992 | San Juan | Porto Rico | 0 - 1     | Giamaica   |

| Data           | Luogo        | Squadra 1         | Risultato | Squadra 2         |
| -------------- | ------------ | ----------------- | --------- | ----------------- |
| 19 aprile 1992 | Willemstad   | Antille Olandesi  | 1 - 1     | Antigua e Barbuda |
| 26 aprile 1992 | Saint John's | Antigua e Barbuda | 3 - 0     | Antille Olandesi  |

| Data           | Luogo      | Squadra 1 | Risultato | Squadra 2 |
| -------------- | ---------- | --------- | --------- | --------- |
| 24 aprile 1992 | Georgetown | Guyana    | 1 - 2     | Suriname  |
| 25 maggio 1992 | Paramaribo | Suriname  | 1 - 1     | Guyana    |

| Data           | Luogo         | Squadra 1         | Risultato | Squadra 2         |
| -------------- | ------------- | ----------------- | --------- | ----------------- |
| 19 aprile 1992 | Bridgetown    | Barbados          | 1 - 2     | Trinidad e Tobago |
| 31 maggio 1992 | Port of Spain | Trinidad e Tobago | 3 - 0     | Barbados          |

| Data | Luogo | Squadra 1                 | Risultato | Squadra 2 |
| ---- | ----- | ------------------------- | --------- | --------- |
|      |       | Saint Vincent e Grenadine | N/G       | Cuba      |

 Bermuda,  Giamaica,  Antigua e Barbuda,  Suriname,  Trinidad e Tobago e  Saint Vincent e Grenadine qualificati.

#### Terzo turno
| Data           | Luogo        | Squadra 1         | Risultato | Squadra 2         |
| -------------- | ------------ | ----------------- | --------- | ----------------- |
| 14 giugno 1992 | Saint John's | Antigua e Barbuda | 0 - 3     | Bermuda           |
| 4 luglio 1992  | Hamilton     | Bermuda           | 2 - 1     | Antigua e Barbuda |

| Data           | Luogo         | Squadra 1         | Risultato | Squadra 2         |
| -------------- | ------------- | ----------------- | --------- | ----------------- |
| 5 luglio 1992  | Port of Spain | Trinidad e Tobago | 1 - 2     | Giamaica          |
| 16 agosto 1992 | Kingston      | Giamaica          | 1 - 1     | Trinidad e Tobago |

| Data           | Luogo      | Squadra 1                 | Risultato | Squadra 2                 |
| -------------- | ---------- | ------------------------- | --------- | ------------------------- |
| 2 agosto 1992  | Paramaribo | Suriname                  | 0 - 0     | Saint Vincent e Grenadine |
| 30 agosto 1992 | Kingstown  | Saint Vincent e Grenadine | 2 - 1     | Suriname                  |

 Bermuda,  Giamaica e  Saint Vincent e Grenadine qualificate.

### Zona centroamericana

#### Primo turno
| Data           | Luogo               | Squadra 1 | Risultato | Squadra 2 |
| -------------- | ------------------- | --------- | --------- | --------- |
| 19 luglio 1992 | Città del Guatemala | Guatemala | 0 - 0     | Honduras  |
| 26 luglio 1992 | Tegucigalpa         | Honduras  | 2 - 0     | Guatemala |

| Data           | Luogo        | Squadra 1   | Risultato | Squadra 2   |
| -------------- | ------------ | ----------- | --------- | ----------- |
| 19 luglio 1992 | Managua      | Nicaragua   | 0 - 5     | El Salvador |
| 23 luglio 1992 | San Salvador | El Salvador | 5 - 1     | Nicaragua   |

| Data           | Luogo    | Squadra 1  | Risultato | Squadra 2  |
| -------------- | -------- | ---------- | --------- | ---------- |
| 16 agosto 1992 | Panama   | Panama     | 1 - 0     | Costa Rica |
| 23 agosto 1992 | San José | Costa Rica | 5 - 1     | Panama     |

 Honduras,  El Salvador e  Costa Rica qualificati.

## Seconda Fase

### Primo turno

#### Gruppo A
| Data             | Luogo             | Squadra 1                 | Risultato | Squadra 2                 |
| ---------------- | ----------------- | ------------------------- | --------- | ------------------------- |
| 8 novembre 1992  | San José          | Costa Rica                | 2 - 3     | Honduras                  |
| 8 novembre 1992  | Kingstown         | Saint Vincent e Grenadine | 0 - 4     | Messico                   |
| 15 novembre 1992 | Città del Messico | Messico                   | 2 - 0     | Honduras                  |
| 15 novembre 1992 | Kingstown         | Saint Vincent e Grenadine | 0 - 1     | Costa Rica                |
| 22 novembre 1992 | Città del Messico | Messico                   | 4 - 0     | Costa Rica                |
| 22 novembre 1992 | Kingstown         | Saint Vincent e Grenadine | 0 - 4     | Honduras                  |
| 28 novembre 1992 | Tegucigalpa       | Honduras                  | 4 - 0     | Saint Vincent e Grenadine |
| 29 novembre 1992 | San José          | Costa Rica                | 2 - 0     | Messico                   |
| 5 dicembre 1992  | Tegucigalpa       | Honduras                  | 2 - 1     | Costa Rica                |
| 6 dicembre 1992  | Città del Messico | Messico                   | 11 - 0    | Saint Vincent e Grenadine |
| 13 dicembre 1992 | San José          | Costa Rica                | 5 - 0     | Saint Vincent e Grenadine |
| 13 dicembre 1992 | Tegucigalpa       | Honduras                  | 1 - 1     | Messico                   |

| Pos | Squadra                   | Pti | G | V | N | P | GF | GS | DR  |
| --- | ------------------------- | --- | - | - | - | - | -- | -- | --- |
| 1   | Messico                   | 9   | 6 | 4 | 1 | 1 | 22 | 3  | +19 |
| 2   | Honduras                  | 9   | 6 | 4 | 1 | 1 | 14 | 6  | +8  |
| 3   | Costa Rica                | 6   | 6 | 3 | 0 | 3 | 11 | 9  | +2  |
| 4   | Saint Vincent e Grenadine | 0   | 6 | 0 | 0 | 6 | 0  | 29 | -29 |

 Messico e  Honduras qualificati.

#### Gruppo B
| Data             | Luogo        | Squadra 1   | Risultato | Squadra 2   |
| ---------------- | ------------ | ----------- | --------- | ----------- |
| 18 ottobre 1992  | Kingston     | Giamaica    | 1 - 1     | Canada      |
| 18 ottobre 1992  | Hamilton     | Bermuda     | 1 - 0     | El Salvador |
| 25 ottobre 1992  | San Salvador | El Salvador | 1 - 1     | Canada      |
| 25 ottobre 1992  | Hamilton     | Bermuda     | 1 - 1     | Giamaica    |
| 1º novembre 1992 | Toronto      | Canada      | 1 - 0     | Giamaica    |
| 1º novembre 1992 | San Salvador | El Salvador | 4 - 1     | Bermuda     |
| 8 novembre 1992  | Vancouver    | Canada      | 2 - 3     | El Salvador |
| 8 novembre 1992  | Kingston     | Giamaica    | 3 - 2     | Bermuda     |
| 15 novembre 1992 | Burnaby      | Canada      | 4 - 2     | Bermuda     |
| 22 novembre 1992 | Kingston     | Giamaica    | 0 - 2     | El Salvador |
| 6 dicembre 1992  | Hamilton     | Bermuda     | 0 - 0     | Canada      |
| 6 dicembre 1992  | San Salvador | El Salvador | 2 - 1     | Giamaica    |

| Pos | Squadra     | Pti | G | V | N | P | GF | GS | DR |
| --- | ----------- | --- | - | - | - | - | -- | -- | -- |
| 1   | El Salvador | 9   | 6 | 4 | 1 | 1 | 19 | 6  | +6 |
| 2   | Canada      | 7   | 6 | 2 | 3 | 1 | 9  | 7  | +2 |
| 3   | Giamaica    | 4   | 6 | 1 | 2 | 3 | 6  | 9  | -3 |
| 4   | Bermuda     | 4   | 6 | 1 | 2 | 3 | 7  | 12 | -5 |

 El Salvador e  Canada qualificati.

### Secondo turno
| Data           | Luogo             | Squadra 1   | Risultato | Squadra 2   |
| -------------- | ----------------- | ----------- | --------- | ----------- |
| 4 aprile 1993  | San Salvador      | El Salvador | 2 - 1     | Messico     |
| 4 aprile 1993  | Tegucigalpa       | Honduras    | 2 - 2     | Canada      |
| 11 aprile 1993 | Città del Messico | Messico     | 3 - 0     | Honduras    |
| 11 aprile 1993 | Vancouver         | Canada      | 2 - 0     | El Salvador |
| 18 aprile 1993 | Vancouver         | Canada      | 3 - 1     | Honduras    |
| 18 aprile 1993 | Città del Messico | Messico     | 3 - 1     | El Salvador |
| 25 aprile 1993 | Città del Messico | Messico     | 4 - 0     | Canada      |
| 25 aprile 1993 | Tegucigalpa       | Honduras    | 2 - 0     | El Salvador |
| 2 maggio 1993  | Tegucigalpa       | Honduras    | 1 - 4     | Messico     |
| 2 maggio 1993  | San Salvador      | El Salvador | 1 - 2     | Canada      |
| 9 maggio 1993  | Toronto           | Canada      | 1 - 2     | Messico     |
| 9 maggio 1993  | San Salvador      | El Salvador | 2 - 1     | Honduras    |

| Pos | Squadra     | Pti | G | V | N | P | GF | GS | DR  |
| --- | ----------- | --- | - | - | - | - | -- | -- | --- |
| 1   | Messico     | 10  | 6 | 5 | 0 | 1 | 17 | 5  | +12 |
| 2   | Canada      | 7   | 6 | 3 | 1 | 2 | 10 | 10 | 0   |
| 3   | El Salvador | 4   | 6 | 2 | 0 | 4 | 6  | 11 | -5  |
| 4   | Honduras    | 3   | 6 | 1 | 1 | 4 | 7  | 14 | -7  |

 Messico qualificato alla fase finale.
 Canada qualificato allo spareggio intercontinentale contro l' Australia (Vincente dell'OFC).